# Kristijan Dobrev (calciatore 2001)
Kristijan Antonov Dobrev (in bulgaro Кристиан Антонов Добрев?; Burgas, 27 aprile 2001) è un calciatore bulgaro, attaccante del Krumovgrad.

## Carriera

### Club
Ha giocato nella massima serie bulgara.

### Nazionale
Ha rappresentato le nazionali giovanili bulgare.

## Palmarès

### Club

#### Competizioni nazionali
- Coppa di Bulgaria: 1

Botev Plovdiv: 2016-2017
- Supercoppa di Bulgaria: 1

Botev Plovdiv: 2017